# Leni Saris
Helena Barbara Wilhelmina (Leni) Saris (Rotterdam, 23 september 1915 – aldaar, 9 december 1999) was een Nederlandse schrijfster van meisjesboeken. Ze schreef meer dan honderd meisjesboeken, waarvan er in totaal zo'n acht miljoen werden verkocht. Ze overleed op 84-jarige leeftijd aan een hartinfarct.
Leni Saris brak in de eerste jaren van de Tweede Wereldoorlog door bij het grote publiek en schreef vanaf dat moment elk jaar twee boeken. Bijna dertig jaar werkte ze na een secretaresseopleiding bij een notariskantoor. Schrijven deed ze in de avonduren. Pas in 1971 wijdde ze zich fulltime aan het schrijven van haar boeken, die ze als 'ontspanningsromans' typeerde.
Saris' boeken gingen over de liefde in een wereld met aardige mensen, maar zonder seks. Bij de romantiek mocht beschaafd gezwijmeld worden. Haar boeken hadden altijd een happy end: aan het eind krijgt het meisje de knappe man die ze zocht. Hoewel Saris nooit beweerde literatuur te schrijven, was ze niet gelukkig met de neerbuigende manier waarop de literaire kritiek met haar omging.
Hoewel Leni Saris over de liefde schreef, heeft ze zelf nooit een grote liefde gekend. Ze is naar eigen zeggen maar één keer verliefd geweest en beweerde dat ze getrouwd was met haar werk. Saris bleef tot aan haar dood actief als schrijfster; haar laatste boek, Wij drieën, verscheen postuum in het voorjaar van 2000 bij haar vaste uitgever, uitgeverij Westfriesland in Hoorn.